# Ocotea trichophlebia
Ocotea trichophlebia är en lagerväxtart som beskrevs av John Gilbert Baker. Ocotea trichophlebia ingår i släktet Ocotea och familjen lagerväxter. Inga underarter finns listade i Catalogue of Life.